# Mielniki Rzeczyckie
Mielniki Rzeczyckie (ukr. Мельники-Річицькі) – wieś na Ukrainie w rejonie kowelskim, w obwodzie wołyńskim. W II Rzeczypospolitej miejscowość wchodziła w skład gminy wiejskiej Lelików w powiecie kobryńskim województwa poleskiego. Do II wojny światowej w pobliżu wsi znajdowały się chutory Chływsinko, Podostrywki i Szerszeń.
Do 2020 w rejonie ratnieńskim.